# 産経新聞印刷
株式会社産経新聞印刷（さんけいしんぶんいんさつ）は、東京都千代田区大手町に本社を置く印刷会社である。本項は株式会社産経新聞制作（さんけいしんぶんせいさく）も一体として記述する。

## 概要
産業経済新聞社（産経新聞社）の印刷部門を分社化した子会社で、主な印刷物は産経新聞グループの各新聞（産経新聞、サンケイスポーツ、夕刊フジ）のほか、荒川区や浦安市、大阪市の城東区、東住吉区など自治体の広報紙、早稲田大学や城西大学などの大学広報紙などで、発送業務も行っている。首都圏と関西圏に4カ所の「センター」（印刷工場）がある。
2009年（平成21年）2月には、産経新聞印刷の美原センター（大阪府堺市、2008年完成）が大阪府の「大阪サステナブル建築賞」の建築賞特別賞に選定。大阪府知事橋下徹から表彰状を贈呈された。
2010年5月には、廃止した芝浦センター（港区）の建物を用途転換させたオフィス商業複合ビル「TABLOID」がオープン。スタジオやイベントスペースがあり、ファッションブランド、デザイン関連企業などが集積。斬新な塗装の外壁で東京湾岸のシンボルビルとなり、2011年8月には、港区の創設の「景観街づくり賞」に選ばれた。
2016年3月22日から、毎日新聞社系スポーツニッポン新聞社発行のスポーツ紙「スポーツニッポン」の受託印刷も始めた。対象は近畿地方の一部や北陸地方に配達している約4万部で、産経新聞印刷の北摂センター（大阪府摂津市）で印刷。同センターの閉鎖により、19年11月からは高速オフセット摂津工場で印刷している。
2017年5月15日から、神戸新聞社発行のスポーツ紙「デイリースポーツ」も受託印刷を始めた。対象は関西圏と北陸地方に配達しているデイリーで、産経新聞印刷の大淀センター（大阪市北区）で印刷している。

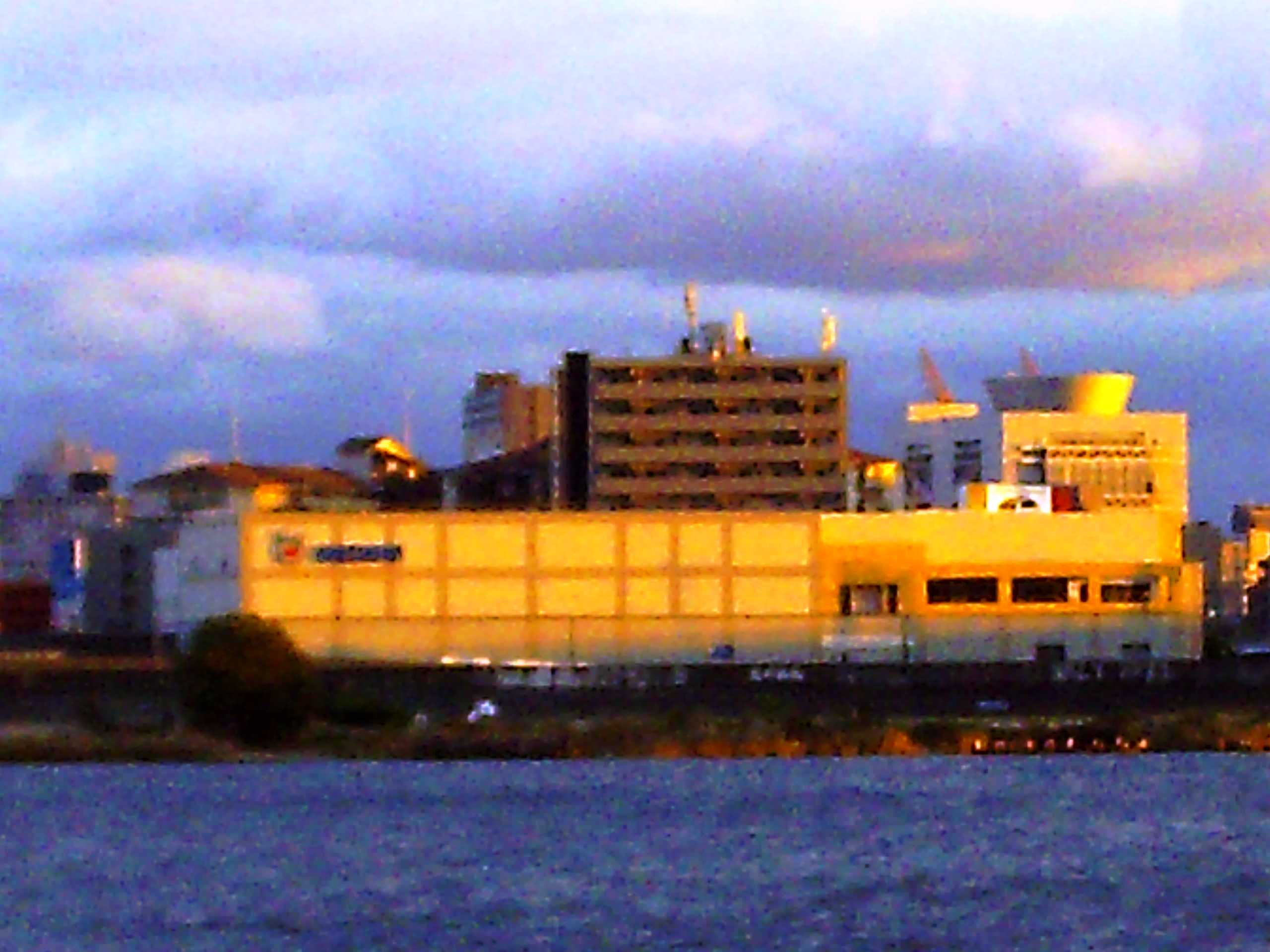
淀川沿いにある産経新聞印刷大淀センター（大阪市北区）

2017年11月17日には、産経新聞印刷の千鳥センター（千葉県浦安市、2007年完成）で、市川市消防局と浦安市消防本部による合同消防訓練が行われた。東京ディズニーランド・東京ディズニーシーや大型ホテルなど大規模な建物も多い東京湾岸のため、初動対応を重視する訓練として選ばれている。
東北地方には産経新聞と仙台放送、ユーメディア、プレスアートとの合弁による「仙台新聞印刷」で1986年から2015年まで、中国地方と四国地方には1988年から2016年まで自社岡山工場で各々現地製作した新聞を発行していた。現在は東北地方と四国地方は読売新聞（前者　宮城県大和町、後者　香川県坂出市）、中国地方は岡山県岡山市と倉敷市の山陽新聞のそれぞれの工場に印刷を委託している。

## 会社概要

### 産経新聞印刷
- 設立 - 2002年2月
- 本店 - 東京都千代田区大手町　東京サンケイビル（産経新聞東京本社）
- 総務部 - 千葉県浦安市千鳥　産経新聞千鳥センター
- 印刷所 - 江東センター（東京都江東区）、千鳥センター（千葉県浦安市）、大淀センター（大阪府大阪市）、美原センター（大阪府堺市）

### 産経新聞制作
- 設立 - 1986年5月
- 本店 - 産経新聞印刷に同じ
- 大阪センター - 大阪府大阪市浪速区（産経新聞大阪本社）